# Basket Femminile Le Mura Lucca 2016-2017
Questa voce raccoglie le informazioni riguardanti il Basket Femminile Le Mura Lucca nelle competizioni ufficiali della stagione 2016-2017.

## Stagione
La stagione 2016-2017 è la settima consecutiva che il Basket Femminile Le Mura Lucca, sponsorizzato Gesam Gas&Luce, disputa in Serie A1.
La presentazione della squadra è avvenuta il 23 settembre 2016 all'Ostello San Frediano a Lucca.
Conclusa la stagione regolare al secondo posto con 36 punti, le biancorosse disputano la loro terza finale e, vincendo i play-off contro Schio, sono per la prima volta campionesse d'Italia.

## Verdetti stagionali
Competizioni nazionali
- Serie A1: (31 partite)

stagione regolare: 2º posto su 12 squadre (18-4);
play-off: vince la finale contro Schio (3-1).
- Coppa Italia: (3 partite)

finale persa contro Schio.

## Rosa
|    | Naz.                                              | Ruolo | Sportivo             | Anno | Alt. |  |        |
| -- | ------------------------------------------------- | ----- | -------------------- | ---- | ---- |  | ------ |
| 4  | Italia (bandiera)                                 | P     | Valeria Battisodo    | 1988 | 174  |  |        |
| 5  | Italia (bandiera)                                 | G     | Arianna Landi        | 1996 | 179  |  |        |
| 6  | Italia (bandiera)                                 | AC    | Federica Tognalini   | 1991 | 182  |  |        |
| 7  | Stati Uniti (bandiera)                            | AC    | Kayla Pedersen       | 1989 | 193  |  |        |
| 8  | Italia (bandiera)                                 | P     | Francesca Dotto      | 1993 | 169  |  |        |
| 10 | Stati Uniti (bandiera)                            | GA    | Julie Wojta          | 1989 | 189  |  |        |
| 12 | Nuova Zelanda (bandiera) · Regno Unito (bandiera) | A     | Jillian Harmon       | 1987 | 186  |  |        |
| 14 | Italia (bandiera)                                 | G     | Martina Crippa       | 1989 | 178  |  | (cap.) |
| 15 | Italia (bandiera)                                 | A     | Maria Miccoli        | 1995 | 182  |  |        |
| 18 | Italia (bandiera)                                 | GA    | Carolina Salvestrini | 2000 | 180  |  |        |
| 21 | Camerun (bandiera)                                | A     | Monique Ngo Ndjock   | 1985 | 187  |  |        |
| 23 | Italia (bandiera)                                 | PG    | Martina Mandroni     | 1998 | 163  |  |        |

## Mercato

### Sessione estiva
Confermato il gruppo finalista della stagione passata (il capitano Martina Crippa, Francesca Dotto, Jillian Harmon, Kayla Pedersen e Julie Wojta), la società ha effettuato i seguenti trasferimenti:
| Acquisti | Acquisti             | Acquisti        | Acquisti   |
| R.       | Nome                 | da              | Modalità   |
| -------- | -------------------- | --------------- | ---------- |
| P        | Valeria Battisodo    | Famila Schio    | definitivo |
| G        | Arianna Landi        | Pall. Broni     | definitivo |
| AC       | Federica Tognalini   | Vigarano        | definitivo |
| A        | Maria Miccoli        | Azzurra Orvieto | definitivo |
| GA       | Carolina Salvestrini | giovanili       | -          |
| A        | Monique Ngo Ndjock   | Eirene Ragusa   | definitivo |

| Cessioni | Cessioni        | Cessioni            | Cessioni       |
| R.       | Nome            | a                   | Modalità       |
| -------- | --------------- | ------------------- | -------------- |
| G        | Marta Viale     | GMV Basket Ghezzano | fine prestito  |
| A        | Nene Diene      | Bonfiglioli Ferrara | fine contratto |
| G        | Elisa Templari  | Virtus Cagliari     | fine contratto |
| P        | Erica Reggiani  | Vigarano            | fine contratto |
| A        | Letizia Gaeta   | -                   | fine contratto |
| C        | Maria Laterza   | -                   | fine contratto |
| C        | Valentina Gatti | Pall. Torino        | fine contratto |

## Risultati

### Campionato

#### Play-off

##### Quarti di finale
| Arbitri: | Alessandro Costa (Livorno) Leonardo Solfanelli (Livorno) Chiara Vanzini (Milano) |

|               |          |           |
| Ngo Ndjock 16 | Punti    | 13 Stokes |
| Wojta 4       | Assist   | 3 Soli    |
| Ngo Ndjock 10 | Rimbalzi | 5 Bratka  |

| Arbitri: | Chiara Maschietto (Treviso) Luca Maffei (Udine) Damiano Capozziello (Brindisi) |

|           |          |                    |
| Bratka 13 | Punti    | 16 Harmon          |
| Stokes 3  | Assist   | 2 Crippa, Pedersen |
| Bratka 8  | Rimbalzi | 6 Pedersen         |

##### Semifinale
| Arbitri: | Martino Galasso (Siena) Giampaolo Marota (San Benedetto del Tronto) Duccio Maschio (Firenze) |

|            |          |              |
| Harmon 19  | Punti    | 16 Carangelo |
|            | Assist   | 2 Walker     |
| Pedersen 8 | Rimbalzi | 7 Růžičková  |

| Arbitri: | Andrea Bongiorni (Pisa) Valerio Salustri (Roma) Silvia Marziali (Edolo) |

|             |          |              |
| Pedersen 16 | Punti    | 15 Carangelo |
| Wojta 3     | Assist   | 2 Carangelo  |
| Harmon 10   | Rimbalzi | 8 Růžičková  |

| Arbitri: | Jacopo Pazzaglia (Cattolica) Marco Marton (Conegliano) Elena Colazzo (Galatina) |

|                      |          |                       |
| Walker 14            | Punti    | 14 F. Dotto, Pedersen |
| Fontenette 4         | Assist   | 7 F. Dotto            |
| Fontenette, Walker 7 | Rimbalzi | 10 Pedersen           |

##### Finale
| Arbitri: | Daniele Foti (Milano) Andrea Chersicla (Milano) Elena Colazzo (Galatina) |

|                |          |             |
| Zandalasini 14 | Punti    | 18 Harmon   |
| Martínez 5     | Assist   | 5 Dotto     |
| Yacoubou 8     | Rimbalzi | 16 Pedersen |

| Arbitri: | Chiara Maschietto (Treviso) Alessandro Tirozzi (Napoli) Silvia Marziali (Edolo) |

|                   |          |             |
| Macchi 15         | Punti    | 18 Pedersen |
| Macchi, Sottana 4 | Assist   | 5 Dotto     |
| Yacoubou 12       | Rimbalzi | 7 Wojta     |

| Arbitri: | Valerio Salustri (Roma) Simone Patti (Montesilvano) Daniela Bellamio (Latina) |

|          |          |                       |
| Dotto 20 | Punti    | 19 Yacoubou           |
| Dotto 2  | Assist   | 3 Anderson            |
| Wojta 11 | Rimbalzi | 10 Anderson, Yacoubou |

| Arbitri: | Alessandro Saraceni (Bologna) Umberto Tallon (Motta di Livenza) Angela Castiglione (Palermo) |

|                              |          |                |
| Harmon 19                    | Punti    | 17 Zandalasini |
| Dotto, Pedersen, Tognalini 2 | Assist   | 2 Macchi       |
| Pedersen 10                  | Rimbalzi | 8 Yacoubou     |

### Coppa Italia

#### Secondo turno
| Arbitri: | Andrea Bongiorni (Pisa) Alessandro Costa (Livorno) Irene Frosolini (Grosseto) |

|                                |          |           |
| Wojta 20                       | Punti    | 17 Bruner |
| Dotto, Harmon 3                | Assist   | 3 Kacerik |
| Harmon, Ngo Ndjock, Pedersen 5 | Rimbalzi | 9 Bruner  |

#### Final four

##### Semifinale
| Arbitri: | Marco Vita (Ancona) Daniela Bellamio (Latina) Giulia Sartori (Venezia) |

|                    |          |                  |
| Harmon 16          | Punti    | 9 Gorini         |
| Harmon 5           | Assist   | 4 Gorini, Vanloo |
| Harmon, Pedersen 9 | Rimbalzi | 8 Larkins        |

##### Finale
| Arbitri: | Mauro Moretti (Marsciano) Silvia Marziali (Edolo) Valentina Del Monaco (San Felice a Cancello) |

|                    |          |             |
| Dotto, Wojta 15    | Punti    | 33 Anderson |
| Battisodo, Dotto 3 | Assist   | 4 Miyem     |
| Wojta 9            | Rimbalzi | 6 Anderson  |

## Statistiche

### Statistiche di squadra
| Competizione | Punti | In casa | In casa | In casa | In casa | In casa | In trasferta | In trasferta | In trasferta | In trasferta | In trasferta | Totale | Totale | Totale | Totale | Totale | Totale |
| Competizione | Punti | G       | V       | P       | Ptf     | Pts     | G            | V            | P            | Ptf          | Pts          | G      | V      | P      | Ptf    | Pts    | Diff.  |
| ------------ | ----- | ------- | ------- | ------- | ------- | ------- | ------------ | ------------ | ------------ | ------------ | ------------ | ------ | ------ | ------ | ------ | ------ | ------ |
| Serie A1     | 36    | 11      | 11      | 0       | 768     | 541     | 11           | 7            | 4            | 737          | 614          | 22     | 18     | 4      | 1505   | 1155   | +350   |
| Play-off     |       | 5       | 5       | 0       | 361     | 270     | 4            | 3            | 1            | 252          | 214          | 9      | 8      | 1      | 613    | 484    | +129   |
| Coppa Italia |       | 1       | 1       | 0       | 78      | 62      | 2            | 1            | 1            | 147          | 129          | 3      | 2      | 1      | 225    | 191    | +34    |
| Totale       | 36    | 17      | 17      | 0       | 1207    | 873     | 17           | 11           | 6            | 1136         | 957          | 34     | 28     | 6      | 2343   | 1830   | +513   |

### Andamento in campionato
| Giornata  | 1 | 2 | 3 | 4 | 5 | 6 | 7 | 8 | 9 | 10 | 11 | 12 | 13 | 14 | 15 | 16 | 17 | 18 | 19 | 20 | 21 | 22 |
| --------- | - | - | - | - | - | - | - | - | - | -- | -- | -- | -- | -- | -- | -- | -- | -- | -- | -- | -- | -- |
| Luogo     | C | T | C | T | T | C | T | C | C | T  | C  | T  | C  | T  | C  | C  | T  | C  | T  | T  | C  | T  |
| Risultato | V | P | V | V | V | V | V | V | V | V  | V  | V  | V  | V  | V  | V  | P  | V  | V  | P  | V  | P  |
| Posizione | 2 | 7 | 6 | 4 | 4 | 2 | 2 | 2 | 1 | 1  | 1  | 1  | 1  | 1  | 1  | 1  | 1  | 1  | 1  | 1  | 1  | 2  |

Legenda:

Luogo: N = Campo neutro; C = Casa; T = Trasferta. Risultato: V = Vittoria; P = Sconfitta.

### Statistiche delle giocatrici
Totali: campionato, play-off e coppa
| Giocatrice           | Partite | Partite | Partite | Pun | Min. | Falli | Falli | Tiri da 2 | Tiri da 2 | Tiri da 2 | Tiri da 3 | Tiri da 3 | Tiri da 3 | Tiri Liberi | Tiri Liberi | Tiri Liberi | Rimbalzi | Rimbalzi | Rimbalzi | Stopp. | Stopp. | Palle | Palle | Ass | Val. | Val.  | A+dP |
| Giocatrice           | Pr      | PG      | SF      | Pun | Min. | C     | S     | R         | T         | %         | R         | T         | %         | R           | T           | %           | O        | D        | T        | D      | S      | P     | R     | Ass | Lega | OER   | A+dP |
| -------------------- | ------- | ------- | ------- | --- | ---- | ----- | ----- | --------- | --------- | --------- | --------- | --------- | --------- | ----------- | ----------- | ----------- | -------- | -------- | -------- | ------ | ------ | ----- | ----- | --- | ---- | ----- | ---- |
| Jillian Harmon       | 34      | 34      | 34      | 569 | 1126 | 55    | 132   | 225       | 480       | 46,9      | 2         | 8         | 25,0      | 113         | 145         | 77,9        | 50       | 176      | 226      | 5      | 6      | 71    | 73    | 49  | 629  | 18,04 | 51   |
| Kayla Pedersen       | 34      | 33      | 33      | 365 | 986  | 64    | 133   | 141       | 297       | 47,5      | 0         | 1         | 0,0       | 83          | 125         | 66,4        | 82       | 172      | 254      | 12     | 14     | 72    | 74    | 41  | 530  | 15,94 | 43   |
| Francesca Dotto      | 34      | 34      | 34      | 361 | 979  | 73    | 107   | 108       | 262       | 41,2      | 31        | 96        | 32,3      | 52          | 81          | 64,2        | 13       | 72       | 85       | 2      | 18     | 98    | 111   | 93  | 322  | 15,54 | 106  |
| Julie Wojta          | 34      | 34      | 34      | 299 | 945  | 86    | 72    | 112       | 250       | 44,8      | 5         | 14        | 35,7      | 60          | 69          | 87,0        | 62       | 138      | 200      | 2      | 5      | 65    | 73    | 49  | 383  | 19,12 | 57   |
| Martina Crippa       | 34      | 34      | 34      | 224 | 1020 | 74    | 53    | 59        | 137       | 43,1      | 30        | 101       | 29,7      | 16          | 26          | 61,5        | 22       | 92       | 114      | 4      | 3      | 37    | 97    | 30  | 249  | 12,30 | 90   |
| Valeria Battisodo    | 34      | 32      |         | 166 | 459  | 56    | 42    | 31        | 89        | 34,8      | 23        | 66        | 34,8      | 35          | 43          | 81,4        | 14       | 25       | 39       |        | 3      | 59    | 29    | 33  | 82   | 13,55 | 3    |
| Federica Tognalini   | 33      | 33      |         | 146 | 517  | 67    | 35    | 37        | 94        | 39,4      | 16        | 41        | 39,0      | 24          | 35          | 68,6        | 35       | 53       | 88       | 5      | 1      | 44    | 25    | 11  | 105  | 16,94 | -8   |
| Monique Ngo Ndjock   | 34      | 34      | 1       | 141 | 446  | 35    | 28    | 64        | 126       | 50,8      | 0         | 2         | 0,0       | 13          | 25          | 52,0        | 60       | 52       | 112      | 4      | 6      | 24    | 10    | 3   | 157  | 16,27 | -11  |
| Maria Miccoli        | 34      | 20      |         | 45  | 166  | 28    | 9     | 17        | 37        | 45,9      | 1         | 4         | 25,0      | 8           | 12          | 66,7        | 9        | 22       | 31       |        | 2      | 14    | 6     | 7   | 27   | 2,67  | -1   |
| Arianna Landi        | 34      | 16      |         | 12  | 122  | 15    | 9     | 1         | 11        | 9,1       | 3         | 17        | 17,6      | 1           | 4           | 25,0        | 2        | 12       | 14       |        | 1      | 16    | 11    | 3   | -10  | 0,13  | -2   |
| Carolina Salvestrini | 30      | 10      |         | 10  | 29   | 1     | 2     | 1         | 3         | 33,3      | 2         | 4         | 50,0      | 2           | 3           | 66,7        |          |          |          |        |        | 1     | 1     | 1   | 7    | 8,07  | 1    |
| Martina Mandroni     | 30      | 9       |         | 5   | 30   | 4     | 3     | 2         | 8         | 25,0      | 0         | 4         | 0,0       | 1           | 2           | 50,0        | 1        | 1        | 2        |        | 2      |       |       |     | -7   | 0,12  |      |